# Monesple
Monesple är en kommun i departementet Ariège i regionen Occitanien i södra Frankrike. Kommunen ligger  i kantonen Le Fossat som ligger i arrondissementet Pamiers. År 2022 hade Monesple 26 invånare.

## Befolkningsutveckling
Antalet invånare i kommunen Monesple
Referens: INSEE